# Параметарска једначина
У математици, параметарска једначина је у неку руку слична функцији: оне омогућавају да се користе произвољне вредности, које се називају параметрима, уместо независних променљивих, које дају вредности за зависне променљиве. Једноставан кинематички пример је када се користи време као параметар да би се одредила позиција, вектор брзине и друге информације о покретном телу.

## Примери
На пример, најједноставнија је једначина за параболу,
{\displaystyle y=x^{2}\,}
она може бити параметризована коришћењем слободног параметра t, на следећи начин
{\displaystyle x=t\,}
{\displaystyle y=t^{2}\,}
Мада претходни пример изгледа помало тривијално, узмимо параметризацију круга полупречника a:
{\displaystyle x=a\cos(t)\,}
{\displaystyle y=a\sin(t)\,}
Параметарске једначине су згодне за описивање кривих у вишедимензионим просторима. На пример:
{\displaystyle x=a\cos(t)\,}
{\displaystyle y=a\sin(t)\,}
{\displaystyle z=bt\,}
описује тродимензиону криву, хеликс, полупречника a и диже се за 2πb јединице по циклусу. (Једначине су идентичне у равни онима за круг; у ствари, хеликс је само круг чији крајеви немају исте z-вредности.)
Изрази као ови горе се често записују на следећи начин
{\displaystyle r(t)=(x(t),y(t),z(t))=(a\cos(t),a\sin(t),bt)\,}
Овакав начин за изражавање кривих је практичан и ефикасан, јер је погодан за интеграцију и диференцијацију. Стога се брзина честице која следи овакву параметризовану путању може описати као:
{\displaystyle v(t)=r'(t)=(x'(t),y'(t),z'(t))=(-a\sin(t),a\cos(t),b)\,}
а убрзање као:
{\displaystyle a(t)=r''(t)=(x''(t),y''(t),z''(t))=(-a\cos(t),-a\sin(t),0)\,}
Уопштено, параметарска крива је функција једног независног параметра (који се обично означава са t). За одговарајући концепт са два (или више) независних параметара видети: параметарска површ.

## Претварање две параметарске једначине у једну једначину
Претварање скупа параметарских једначина у једну једначину подразумева решавање једне од једначина (обично најпростије) по параметру. Затим се решењее параметра замењује у другу (уколико их је само две) једначину, и резултујућа једначина се обично упрошћава. Треба знати да параметар никада није присутан у сингуларном облику (то јест, губи се током претварања). Или, простијим речима: симултане једначине се решавају по параметру, и резултат је једна једначина. Уколико постоје рестрикције у вредности параметра, спроводе се додатни кораци.